# Illuminate (Shawn Mendes)
Illuminate is het tweede album van de Canadese zanger Shawn Mendes. Het album is uitgebracht op 23 september 2016 en bevat de eerder uitgekomen liedjes Mercy, Treat You Better, Ruin, Don't be a Fool en Three Empty Words.  
De album bevat ook hits zoals Treat You Better, Mercy en There's Nothing Holding Me Back, dat pas uitgebracht werd in 2017.

## Tracklist
| Nr. | Titel                            |
| --- | -------------------------------- |
| 1   | Ruin                             |
| 2   | Mercy                            |
| 3   | Treat You Better                 |
| 4   | Three Emtpy Words                |
| 5   | Don't be a Fool                  |
| 6   | Like This                        |
| 7   | No Promises                      |
| 8   | Lights On                        |
| 9   | Honest                           |
| 10  | Patience                         |
| 11  | Bad Reputation                   |
| 12  | Understand                       |
| 13  | Hold On (Deluxe editie)          |
| 14  | Roses (Deluxe editie)            |
| 15  | Mercy - Acoustic (Deluxe editie) |